# Lalewo
Lalewo (bułg. Лялево) – wieś w Bułgarii, w obwodzie Błagojewgrad, w gminie Chadżidimowo. Miejscowość jest opustoszała.